# Ebaeides albopicta
Ebaeides albopicta är en skalbaggsart som beskrevs av Fisher 1925. Ebaeides albopicta ingår i släktet Ebaeides och familjen långhorningar.
Artens utbredningsområde är Filippinerna. Inga underarter finns listade i Catalogue of Life.